# Penthophlebia subapicata
Penthophlebia subapicata là một loài bướm đêm trong họ Geometridae.